# NGC 311
NGC 311 est une galaxie spirale située dans la constellation des Poissons. NGC 311 a été découverte par l'astronome britannique John Herschel en 1828.

## Caractéristiques
Sa vitesse par rapport au fond diffus cosmologique est de 4 636 ± 25 km/s, ce qui correspond à une distance de Hubble de 68,4 ± 4,8 Mpc (∼223 millions d'al).
À ce jour, une mesure non basée sur le décalage vers le rouge (redshift) donne une distance d'environ 82,000 Mpc (∼267 millions d'al). Cette valeur est à l'extérieur des valeurs de la distance de Hubble. Notons que c'est avec la valeur moyenne des mesures indépendantes, lorsqu'elles existent, que la base de données NASA/IPAC calcule le diamètre d'une galaxie et qu'en conséquence le diamètre de NGC 311 pourrait être d'environ 30,1 kpc (∼98 200 al) si on utilisait la distance de Hubble pour le calculer.

## Groupe de NGC 315
La galaxie NGC 311 fait partie du groupe de NGC 315. Ce groupe comprend plus d'une quarantaine de galaxies. Outre NGC 311, les principales galaxies de ce groupe sont NGC 226, NGC 243, NGC 262, NGC 266, NGC 315, NGC 338, IC 43, IC 66 et IC 69. La galaxie NGC 252 incluse au groupe de NGC 315 dans un article d'Abraham Mahtessian devrait être ajoutée à cette liste.